# Ludvík Vaculík
Ludvík Vaculík (pronunție în cehă [ˈludviːk ˈvatsuˌliːk]) (n. 23 iulie 1926, Brumov⁠(d), Moravia de Sud⁠(d), Cehia – d. 6 iunie 2015, Dobřichovice⁠(d), Central Bohemia⁠(d), Cehia) a fost un scriitor și jurnalist ceh. S-a născut în Brumov, Vlahia Moravă. Scriitor proeminent de literatură de tip samizdat, el a fost cel mai bine cunoscut în calitate de autor al manifestului „Două mii de cuvinte” din iunie 1968.

## Perioada de dinainte de 1968
Antonín Novotný, președintele Cehoslovaciei și conducătorul Partidului Comunist, și colegii săi conservatori au inițiat o abordare mai represivă față de intelectuali și de scriitori după Războiul de Șase Zile din iunie 1967. În luna următoare, Vaculík, pe atunci membru al Partidului Comunist, a participat la cel de-al patrulea Congres al Uniunii Scriitorilor, alături de alți scriitori comuniști ca Pavel Kohout, Ivan Klíma și Milan Kundera, precum și de scriitorul nemembru de partid Václav Havel. Vaculík a ținut un discurs incendiar în care a respins rolul conducător al partidului ca inutil și l-a criticat pentru politicile culturale restrictive și pentru eșecul de a aborda problemele sociale. Havel și-a reamintit răspunsul neclar al colegilor săi scriitori la remarcile lui Vaculík: pe de o parte, ei au fost „încântați că cineva a spus adevărul... dar încântarea [lor] a fost temperată de îndoieli dacă o confruntare directă la nivel politic ar putea duce undeva și de temeri că aceasta ar putea stimula un contraatac din partea centrului de putere”. Novotný și susținătorii săi au încercat într-adevăr să aducă Uniunea Scriitorilor sub controlul lor, după congres, dar nu au reușit. Discursurile lui Vaculík și al altor scriitorilor de la conferință, pline de sentimente anti-Novotný, au crescut decalajul între susținătorii conservatori ai lui Novotný și membrii mai moderați ai conducerii de partid, conflict ce va contribui la căderea ulterioară de la putere a lui Novotny.

## Primăvara de la Praga și Manifestul celor două mii de cuvinte
Vaculík a fost printre cele mai progresiști membri ai Partidului Comunist și, astfel, mai radical decât Alexander Dubček, care a devenit conducător al partidului în ianuarie 1968. Prin urmare, Vaculík și alți membri de partid au considerat că reformele prevăzute în Programul de acțiune din aprilie sunt minimul necesar și că ele ar trebui să fie aplicate repede și ferm. În speranța de a-i influența pe votanții la viitoarele alegeri pentru congresul partidului, Vaculík a publicat manifestul „Două mii de cuvinte pentru muncitori, țărani, oameni de știință, artiști și toată lumea” în mai multe ziare importante din Praga, însoțit de semnăturile altor persoane publice. Data publicării a fost 27 iunie 1968, la o zi după desființarea cenzurii preliminare de către Adunarea Națională.

În cele „Două mii de cuvinte”, Vaculík a îndemnat publicul „să ceară demisia oamenilor care au abuzat de puterea lor” prin critici, demonstrații și greve. El și-a exprimat, de asemenea, îngrijorarea față de „neliniștea recentă” în ceea ce privește reformele din cauza „posibilității că forțele străine” — cele ale organizației Tratatului de la Varșovia — „ar putea interveni în dezvoltarea internă a Cehoslovaciei”. În situația în care acest lucru s-ar întâmpla, Vaculík a argumentat că:
...singurul lucru pe care îl putem face este să rezistăm și să nu cedăm la provocări. Putem să ne apărăm guvernul nostru — cu arme dacă e nevoie — cât timp el va face ceea ce l-am însărcinat să facă.

### Impactul celor „Două mii de cuvinte”
În ciuda tonului destul de moderat și al crezului său marxist–leninist, manifestul „Două mii de cuvinte” a chemat publicul la acțiune în caz de intervenție militară și, prin urmare, a negat rolul conducător al partidului, la fel ca și discursul lui Vaculík din 1967. El a devenit popular în întreaga Cehoslovacie atât în rândul intelectualilor, cât și al muncitorilor, iar popularitatea sa a crescut doar după ce partidul l-a condamnat oficial. Au crescut, de asemenea, în mod semnificativ preocupările Uniunii Sovietice. În urma publicării manifestului „Două mii de cuvinte”, conducerea partidului sovietic în frunte cu Leonid Brejnev a considerat că situația din Cehoslovacia a devenit similară cu cea care a avut loc în timpul Revoluției din Ungaria din 1956, folosind pentru prima oară termenul de „contrarevoluție” pentru a descrie Primăvara de la Praga. În cazul unei contrarevoluții (și Uniunea Sovietică era din ce în ce mai dispusă să clasifice ca atare evenimentele din Cehoslovacia, deoarece Dubček nu a reușit să câștige încrederea întregii conduceri a partidului), Uniunea Sovietică credea că socialismul ar fi în pericol, iar invazia Cehoslovaciei prin trupele Pactului de la Varșovia, așa cum s-a întâmplat la 20-21 august 1968, a fost considerată justificată. Această politică prin care se accepta folosirea forței oriunde se credea că socialismul ar fi în pericol a devenit cunoscută sub numele de Doctrina Brejnev, iar cele și „Două mii de cuvinte” ale lui Vaculík a fost un pas către aplicarea ei timpurie.

## Vaculík ca disident
După ce Gustáv Husák a venit la putere în 1969 și cenzura a crescut, Vaculík (care nu mai era acum membru de partid) a făcut parte din cercul scriitorilor disidenți din Cehoslovacia. În 1973 a început să scrie Edice Petlice (Ediția cu lacăt), o serie de tip samizdat la care a lucrat până în 1979. Alți scriitori au scris propriile lor serii, în ciuda hărțuirii la care au fost supuși de poliția secretă a partidului. Unii autori de scrieri de tip samizdat, inclusiv Vaculík, au fost publicați, de asemenea, în Occident.
Nucleul autorilor de literatură samizdat s-a dezvoltat în cele din urmă și a fost semnat actul de constituire al Cartei 77; Vaculík a participat la cea de-a doua întâlnire planificată în decembrie 1976. Pe 6 ianuarie 1977, Vaculík, împreună cu Havel și cu actorul Pavel Landovský, a încercat să depună o copie a cartei la un oficiu poștal pentru a fi trimisă guvernului cehoslovac. Mașina lor a fost oprită de poliția secretă a partidului și toți trei au fost duși la interogatoriu. Ceilalți semnatari au fost supuși ulterior unor interogatorii și li s-au percheziționat locuințele.
La sfârșitul anului 1978, cu toate acestea, Vaculík a publicat articolul „Observații cu privire la curaj”, care a dat tonul criticii realizate de semnatarii Cartei. Majoritatea semnatarilor cartei făceau parte din intelectualitatea de la Praga și Brno, iar Vaculík și ceilalți au devenit atât de izolați încât cetățenii de rând nu au mai putut să intre în legături cu ei sau să se asocieze Cartei 77. Criticile lui Vaculík au asigurat o discuție permanentă cu privire la poziția și rolul Cartei.

## După comunism
Vaculík a continuat să scrie; interdicția oficială cu privire la scrierile sale a fost ridicată la sfârșitul anului 1989. El a avut o rubrică săptămânală în Lidové noviny, care conținea articole pe diverse teme politice și culturale cehe, precum și despre activitatea anticomunistă desfășurată în trecut.

## Moartea
Vaculík a murit din cauze naturale, la vârsta de 88 de ani, pe 6 iunie 2015, la Praga.

## Opere (selecție)
- The Axe (1966)[37]
- The Guinea Pigs (1970)[38]
- Český snář (The Czech Dreambook) (1980)[39]
- A Cup of Coffee With My Interrogator: The Prague Chronicles of Ludvík Vaculík (1987)[40]